# Miss Fritter's Racing Skoool
Miss Fritter's Racing Skoool é um curta de animação com os personagens do filme de animação da Pixar, Carros 3. Foi lançado em 24 de outubro de 2017 com o lançamento da cópia digital de Carros 3. O curta também foi lançado como conteúdo bónus em Pixar Short Films Collection - Volume 3 de 2018.

## Enredo
Lightning McQueen assiste a um programa de notícias que Cruz Ramirez venceu Jackson Storm para ganhar o troféu da Florida 500. Mais tarde, o programa de notícias muda para um comercial, com Miss Fritter contando aos espectadores sobre seu programa escolar. Também neste comercial, os participantes do programa contam aos espectadores como suas vidas mudaram quando participaram do programa escolar da Srta. Fritter. Depois de assistir ao comercial, um dos troféus quebra quando McQueen diz preocupado a Cruz que participar do programa escolar da Srta. Fritter é muito perigoso para assistir.

## Elenco
- Lea DeLaria como Miss Fritter
- Bob Peterson como Dr. Damage
- Jeremy Maxwell como Arvy
- Jason Pace como Faregame
- Cristela Alonzo como Cruz Ramirez
- Keith Ferguson como Lightning McQueen
- Asher Terra como Anunciador de Corrida

## Ligações Externas
- Miss Fritter's Racing Skoool. no IMDb.